# MIDAS 2
MIDAS 2 – amerykański satelita obrony przeciwrakietowej. Drugi statek wysłany w ramach programu MIDAS (ang. Missile Defense Alarm System, czyli system ostrzegawczy obrony rakietowej) należącego do US Air Force, a pierwszy, którego udało się umieścić na orbicie. MIDAS 2 prowadził testy związane z obserwacjami Ziemi w promieniach podczerwonych w celu wykrywania startów radzieckich rakiet balistycznych. Satelita został wyposażony w nader prymitywne urządzenia, a jego orbita, ze względu na małą ich czułość i niepewność działania przebiegała w odległości około 500 kilometrów od Ziemi. Została wybrana w taki sposób, że omijała Europę.
Misja została zakończona po zaledwie dwóch dniach od startu z powodu wyczerpania się baterii zasilających.

## Ładunek

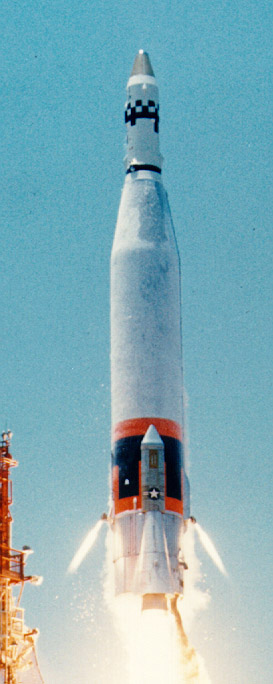
Start rakiety Atlas Agena A z satelitą MIDAS 2 na pokładzie

- Monitor promieniowania kosmicznego – nie działał – problemy z telemetrią
- Radiometr
- Detektor mikrometeoroidów – rejestrował cząstki o średnicy większej od 10 μm. Zarejestrowano 67 uderzeń
- Czujnik plazmy
- Czujnik gęstości atmosfery – zwrócił dane bardzo niskiej jakości